# 蜘蛛人 (電影)
《蜘蛛侠》（英語：Spider-Man）是一部於2002年上映的美国超级英雄电影，改編自漫威漫画旗下的同名超級英雄蜘蛛人。本片由漫威娛樂製作，並由哥倫比亞電影公司負責發行。本片由山姆·雷米執導，由大卫·凯普撰寫劇本，並由托比·马圭尔在片中扮演男主角：高中生彼得·帕克，因特殊经历获蜘蛛相关超能力，成长为锄强扶弱的超级英雄。另外几位主演还包括威廉·达佛饰演诺曼·奥斯本（即绿恶魔）、克斯汀·邓斯特飾演玛丽·简·沃森以及詹姆斯·弗朗科飾演哈里·奥斯本。
在开发地狱中僵持了近25年后，索尼影视娱乐终于从米高梅公司公司获得了将蜘蛛侠改编成真人版电影并向全球发行的权利，也获得了之前由坎农影业、卡罗科影业和新坎农（New Cannon）保有的全部剧本，不过只对其中的两个版本行使了购股权。索尼聘请了大卫·凯普来根据其中一个版本编写电影剧本，罗兰·艾默瑞奇、蒂姆·伯顿、克里斯·哥伦布和大卫·芬奇都曾是影片的导演人选，不过最终于2000年选择了雷米。凯普写出的剧本在电影前期制作过程中经过了斯科特·罗森伯格的改写，阿尔文·萨金特对其中的台词进行了润色。
电影于2001年1月8日起在洛杉矶和纽约进行拍摄，2002年5月3日上映，在商业和评价两方面都获得了成功，全球票房达8.21亿美元，是2002年的世界电影票房季军和美国电影票房冠军，截止2013年6月，该片仍然可以在历史电影票房总榜上名列第37位。影评人也给出了较为正面的评价，从多个角度赞扬了这部电影。《蜘蛛侠》上映时创下了多项纪录，不但是唯一一部在首周就有1亿美元进账的电影，也是所有基于漫画书改编电影中最成功的作品之一。影片之后催生两部续集，分别是2004年的《蜘蛛侠2》和2007年的《蜘蛛侠3》。

## 剧情
生活上默默无闻的纽约高三生彼得·帕克，在一次校外郊游参观哥伦比亚大学的基因实验室时，意外被一只逃出实验槽的基因重组“超级蜘蛛”在手上咬下一口，彼得当时并没有理会，然而回家后感到浑身不舒服而倒地昏迷一晚上。与此同时，彼得的挚友哈利·奥斯本之父诺曼身为奥氏企业的首席执行官兼科学家，由于近年来始终没有在人体增强实验中取得重大成果，为了保住自己一手创办的公司与美国军方签订的合约，决定冒险亲自当人体实验对象。当诺曼测试并吸入一种新发明且性质不明的血清后，在大幅增强他的速度、力量和耐力的同时，却也令他精神分裂，当场发狂并杀死一旁的助手。
隔天清醒的彼得发现自己在一夜之间变得身强体壮、不再近视，速度、敏锐度等各项能力都得到大幅度提升，在学校时活用能力击退恶霸闪电·汤普森。彼得意识到是前一天被蜘蛛咬到所致，还发现自己的手中能够喷出强韧的丝网，得以让他在城市的住宅楼之间飞檐走壁。彼得决定以此讨好自己儿时起就暗恋的同学玛丽·简·华生，得知她对跑车感兴趣后，决定参加一个定出胜者能荣获三千美元奖金的摔跤锦标赛，以此获得奖金来买二手跑车。彼得靠去公共图书馆为由而去参赛时，近期观察到他有心事的叔叔班·帕克开车送他去，还督促彼得关于“能力越強，责任越大”的重要性。
没有理会班叔忠言的彼得以自创的蒙面客「蜘蛛侠」身份参与摔跤，以机智和耐力而在两分钟内击倒对手，然而主办人却耍诈而仅给他一百美元奖金。紧接着冲进来一名抢匪将办公室洗劫一空，为了报复主办人，彼得故意放走该抢匪。然而，彼得后来发现班叔在门口被人劫车枪杀身亡，一气之下追击犯人至废弃工厂，却发现犯人就是自己放走过的抢匪。满怀震惊的彼得很快制伏他，目视着抢匪不慎从窗台上跌下楼坠亡，但彼得仍然充满内疚感。高中毕业后，彼得进入哥伦比亚大学就读以外，决定重视班叔的遗愿，靠自己熟练的能力行侠仗义，同时设计出新服装及面具，迅速在纽约名声大噪。《号角日报》总编J·乔纳·詹姆森聘请彼得擔任自由职业摄影师，负责拍摄蜘蛛侠的照片来登报，基于只有彼得能拍到蜘蛛侠的清晰正面照；然而詹姆森却将蜘蛛侠认作是“社会威胁”。
精神越加不穩定的诺曼身穿绿色护甲、戴上恶魔面具、搭乘武装滑翔翼炸毁企业竞争对手探索航太实验场，炸死准备跟他终止合约的美军上将。然而，公司董事会后来决定将公司卖给探索航太，不甘心的诺曼再度化身绿恶魔袭击公司在时代广场举办的周年庆典，在此过程中杀光所有董事会成员，还导致玛丽·简命悬一线。彼得及时着装并阻止緑恶魔作乱，并救下即将坠楼的玛丽·简而得到她的爱慕；即使玛丽·简当时已跟哈利交往。诺曼开始被自身心魔牵着走，偷袭蜘蛛侠并提议与之联手，而彼得即使行动当时受到公众的质疑，仍然不肯跟他同恶相济。几天后，在两人的一次冲突中，诺曼扔出刀片飞行镖割伤彼得的手臂，而紧接着在感恩节聚餐时，诺曼注意到彼得的手臂伤痕而发现他是蜘蛛侠。为了使蜘蛛侠背负心理压力，他当晚袭击彼得在家的梅婶而使其受惊住院。
玛丽·简到医院探望梅婶，过程中向彼得坦白自己迷上多次救她的蜘蛛侠，本想问彼得关于蜘蛛侠是否向他提起过自己。而哈利走进来目睹他们二人牵着手，误以为他们喜欢上彼此。诺曼见哈利为此承受打击，从而得知蜘蛛侠的弱点所在，在昆斯博罗桥上劫持玛丽·简与一辆满载儿童的空中缆车，以此胁迫蜘蛛侠只能选择救一个。但彼得宁愿以身犯险同时救下玛丽·简和整辆缆车，英勇行为使当时桥上围观的市民集体支持蜘蛛侠。恼羞成怒的诺曼将蜘蛛侠抓至一栋荒废大楼中近身痛打，声言他还会持续伤害玛丽·简和梅婶，彼得因此被激怒而狠狠教训诺曼、重新取得上风。诺曼被迫取下面具求饶，然而却暗中放冷箭，彼得提前感知到威胁而及时避开，使原本要刺杀彼得的滑翔翼最终刺中诺曼自己。诺曼临死之际请求彼得不要告诉哈利，而彼得将诺曼遗体送回其住处时，景象却被哈利亲眼目睹。
在诺曼的葬礼上，痛失父亲的哈利发誓会找出蜘蛛侠而为父报仇，并将身边的彼得视作唯一的亲人。彼得随后探望班叔的墓，身边的玛丽·简坦白自己爱上彼得并吻了他，但彼得深感自己的身份会给她带来危险，因此决定掩藏自己的真实感情，並表示他们只能做普通朋友。离开葬礼时，彼得回想起班叔曾告訴过他有关能力和责任的忠言，进而接纳自己身为蜘蛛侠的使命。

## 演员
- 托比·马圭尔饰演彼得·帕克／蜘蛛侠（Peter Parker / Spider-Man）

一名学习成绩优异但在社交上十分无能的纽约市高中生，某次被一只基因改造过的蜘蛛咬了一口后获得了类似蜘蛛的超能力，随后将其用于行侠仗义。马圭尔于2000年7月入选出演彼得，山姆·雷米看过《总有骄阳》后就将他视为首选。制片公司一开始对请一个看起来五不大三不粗的演员来出演感到有些犹豫，但马圭尔参加试镜时给出了出色的表现。他的片酬在300至400万美元之间，之后的两部续集有望更高。为了准备，马圭尔接受了体能、瑜伽、武术、攀岩多个方面训练，花了数月的时间改善自己的体格。马圭尔也对蜘蛛进行研究，并与一位钢丝杂技演员一起练习模仿蜘蛛的动作，他还有着专门的饮食安排。公司曾考虑过请莱昂纳多·迪卡普里奥、小弗雷迪·普林兹、克里斯·克莱因、韦斯·本特利和希斯·莱杰出演。詹姆斯·卡梅隆曾于1995年考虑过请迪卡普里奥来扮演蜘蛛侠，雷米对此还对普林兹开玩笑说“（迪卡普里奥）甚至都不会被允许来买票看这部电影”。此外，斯科特·斯比德曼、杰伊·罗丹和詹姆斯·弗朗科都参与过主角的试镜。
- 威廉·达佛饰演诺曼·奥斯本／绿恶魔（Norman Osborn / Green Goblin）

奥氏企业的首席执行官，在自己身上测试一种不稳定的人体增强血清，却因此变成精神分裂且非常强有力的“绿恶魔”。得知蜘蛛侠的真实身份前，他也将彼得当成“亲生孩子”看待，因此长期忽略自己的亲生儿子哈里。达佛于2000年11月获选出演奥斯本，之前尼古拉斯·凯奇、约翰·马尔科维奇和吉姆·凯瑞都拒绝了这个角色。达福坚持亲自穿上那套不舒服的绿恶魔服装，因此他觉得特技替身无法传达出角色必要的身体语言。这件外套有580个部分，穿上去需要花半个小时。
- 克斯汀·邓斯特饰演玛丽·简·华生（Mary Jane Watson）

彼得的邻家女孩，而彼得自从6岁起就暗恋她。基于父亲酗酒、脾气暴躁，使她一心想离开家独自发展，梦想是成为女明星，曾跟哈利交往一阵子，但心里一直惦记着彼得。邓斯特于2000年12月获选。雷米一开始打算请艾丽西亚·维特来出演这个角色。邓斯特是在得知马圭尔会出演后才决定参加试镜的，因为她觉得这可能会是一部更有独立电影风格的作品。她于电影开拍一个月前在柏林参加试镜并入选。
- 詹姆斯·弗朗科饰演哈利·奥斯本（Harry Osborn）

彼得从小到大的挚友，身为诺曼的独子，然而对科学一窍不通，且不情愿想过父亲为他准备的富裕生活。弗朗科起初曾参加蜘蛛侠一角的试镜，但最后他获选扮演这个角色最好的朋友。
- 克里夫·罗勃逊饰演班·帕克（Ben Parker）

彼得的叔叔，抚养父母自小双亡的彼得长大，对彼得而言犹如生父。为一名电工，被解雇后正在试图找份新工作。他被彼得放走的一名抢匪所杀，临终前教导彼得关于“力量越大，责任也就越大”。
- 罗斯玛丽·哈里斯饰演梅·帕克（May Parker）

班·帕克的妻子，彼得的婶婶，对彼得爱护有加，把彼得对玛丽·简的感情也了解地一清二楚。
J·K·西蒙斯饰演J·乔纳·詹姆森（J. Jonah Jameson），爱发牢骚的号角日报总编辑，雇用彼得追踪蜘蛛侠的动向。罗恩·柏金斯饰演曼德尔·史特罗姆，奥氏企业科学家，诺曼的助手。杰瑞·贝克和杰克·贝兹分別饰演马克西米连·法加斯（Maximilian Fargas）和亨利·巴尔肯（Henry Blakan），两名奥氏企业的董事会成员。史丹利·安德森饰演斯洛昆将军（Gen. Slocham），跟奥氏企业有联系的美军上将。约翰·派斯顿（John Paxton）饰演伯纳德·霍斯曼（Bernard Houseman），奥斯本家族的老管家。乔·曼根尼罗饰演闪电·汤普森（Flash Thompson），彼得就读高中的恶霸。比尔·努恩、泰德·雷米和伊丽莎白·班克斯分別饰演号角日报编辑罗比·罗伯森、总机小姐贝蒂·布兰特以及詹姆森的私人助手泰德·霍夫曼（Ted Hoffman）。
迈克尔·帕帕约翰饰演洗劫摔跤场经理后杀死班叔的劫车犯，而在系列第三部电影中证实他的本名为丹尼斯·卡拉丁（Dennis Carradine）。与导演山姆·雷米是多年旧识的演员布魯斯·坎贝尔客串饰演彼得参与的摔跤锦标赛的报幕员。而雷米本人同样客串电影，饰演一名向即将走上摔跤擂台的彼得扔爆米花的观众。而前摔跤手兰迪·沙瓦吉则饰演与彼得交战的冠军骨锯·麦格劳（Bonesaw McGraw）。《蜘蛛侠》原作者斯坦·李也在片中客串，其角色在蜘蛛侠与绿恶魔在时代广场开打时带着一个受惊的小女孩离开，另一个有台词的出演镜头最后被剪去。节奏布鲁斯和灵魂乐歌手玛西·格雷在片中以自己的真正身份出镜。曾主演山姆·雷米执导的《齐娜武士公主》的露西·劳伦斯也在片中客串一个朋克摇滚女。

## 制作

### 开发
1999年4月，购买了米高梅公司以前的所有《蜘蛛侠》剧本股权的索尼影视娱乐只对其中两份与詹姆斯·卡梅隆有关的剧本行使了股权，一份是由包括卡梅隆在内的多人创作的，另一份则是45页完全由卡梅隆创作的脚本大纲。该公司还宣布不会请卡梅隆来执导。索尼将罗兰·艾默瑞奇、蒂姆·伯顿、克里斯·哥伦布和大卫·芬奇列为潜在导演人选。其中芬奇对描述原创的故事不感兴趣，而是想讲述另一个故事，公司对此没有同意。山姆·雷米于2000年1月获选出任导演，当时的预计是电影将在2001年夏上映。他从很小开始就是这一系列漫画的粉丝，正是对《蜘蛛侠》的热情为他赢得了这个职位。
卡梅隆的作品成了大卫·凯普第一稿剧本的基础，许多措辞都一模一样，其中以漫威漫画中的反派角色电光人和沙人为蜘蛛侠的主要对手的设定也予以保留，还增加了八爪博士作为另一个对手雷米觉得绿恶魔以及诺曼·奥斯本和彼得·帕克之间类似父子的关系会更有意思。6月，哥伦比亚电影公司请來斯科特·罗森伯格来改写凯普的剧本。在这以后的每一次改写中都保留了卡梅隆设计的一个用来发射蛛絲的仪器，不过雷米觉得让彼得做出这样的发明有些太离谱。
罗森伯格删除了八爪博士的内容，新增了多场动作戏，雷米觉得增加第三个故事会让电影的情节过于复杂，像蜘蛛侠保持一位奧斯朋企業的高管免受绿恶魔的伤害以及蜘蛛侠化解一列火车上的人质危机的这些内容最終全被删除。随着制作的临近，制片人劳拉·泽斯金请她的丈夫阿尔文·萨金特来对剧本中的台词润色，其中主要是彼得和瑪麗·珍·華生之间的对话。哥伦比亚电影公司向美国编剧工会告知大卫·凯普是电影唯一的编剧，完全没有提及卡梅隆以及之后请的几位进行改写或润色的作家。而美国编剧工会也在没有进行核实的情况下就予以了认可。

### 拍摄
本片于2000年11月在纽约和索尼的片场系统开拍，计划于一年后发行，但之后宣布推迟至2002年5月3日。主体拍摄工作于2001年1月8日在卡尔弗城正式开始。九一一袭击事件後，本片的部分镜头进行了重拍，世贸中心双子塔的图像也以数字方式从电影中消除。索尼的第29号片场用来拍摄彼得和叔叔婶婶同住的家，第27号片场则用来拍摄摔跤场，这里也拍摄了蜘蛛侠与绿恶魔首度交手的時報廣場镜头，还搭建了一幢三层的楼房，以及一个可脱离的阳台。3月6日剧组还在唐尼进行了拍摄，一位名叫蒂姆·霍尔康比（Tim Holcombe）的45岁建筑工人因片场事故不幸遇难。加利福尼亚州职业安全和健康部对此提起起诉，索尼最终被处以5万8805美元罚款。
剧组在洛杉矶自然历史博物馆拍摄了片头彼得被蜘蛛咬到的相关镜头，太平洋电力大厦则用来拍摄《号角日报》的办公室，还在格雷斯通府邸拍摄了诺曼·奥斯本家里的内景。4月，有4套蜘蛛侠的服装被盗，索尼为此悬赏25000美元试图找出。这些服装一直到18个月后才被找到，电影公司一位前保安和一个同谋因此被捕。剧组到纽约市进行了两个星期的拍摄，在纽约皇后区大桥、纽约公共图书馆、熨斗大厦和洛克菲勒中心的一个天台花园等地取景。剧组回到洛杉矶后，影片的拍摄工作于6月在这里结束。

### 设计

蜘蛛侠与绿恶魔正在战斗。蜘蛛侠的服装是一件紅色連身衣加上一个面具，绿恶魔的服裝则是由580个部件组成

虽然电影最终被认为忠实于漫画原著，但蜘蛛侠的服装实际上被做出了多种设计。概念服装设计师詹姆斯·阿克森（James Acheson）就喜欢在一件黑色的服装上留有一个红色的徽记。为了制作蜘蛛侠的服装，托比·马圭尔穿上了一件紧身衣，然后把身体覆盖在一个物质层下来制作出衣服的模型。整套服装除了面具外都是一整件。面具的眼睛部分被设计成可以像镜子一样反射的较大形状。
绿恶魔的头部造型最初由studioADI设计，但是因为过于生动恐怖，山姆·雷米甚至在威廉·达福确定出演之前就选择了放弃这个造型，虽然这个造型给人留下了极其深刻的印象，但它被认为是非常难戴的，而且需要很长时间才能戴上，该废弃造型最终被一名国外收藏家收藏。绿恶魔的服装是在威廉·达佛确定出演后才開始设计的，他拒绝了最初的笨重设计。最终的设计更有流线型和运动员的感觉，而面具则是特别根据达佛脸型的极端动画夸张版制作的，主要关注点是他那长长的颧骨，整套服装由580个部件组成，穿上服裝起碼要花上半个小时。

### 特技效果
视觉效果总监约翰·戴克斯特拉于2000年5月被请来负责电影视觉效果的制作。他说服导演将大部分特技由电脑成像生成，因为这些镜头从物理上都是不可能的。雷米曾在自己以前执导的电影中使用过更传统的特技手段，也学到了不少有关电影制作中使用计算机的经验。他花了很大力气来为蜘蛛侠在各楼宇间飘来荡去的段落做出计划方案，他形容这些镜头是“天上的芭蕾舞”。这些段落的复杂性意味着电影的预算也从起初的7000万美元上涨至1亿美元左右。主要角色的配色方案也让镜头变得更加复杂。所以蜘蛛侠和绿恶魔的特技镜头必须分开进行拍摄，蜘蛛侠是在蓝幕前方拍摄，而绿恶魔则是背对蓝幕来拍。两者如果一起拍会导致其中一个角色从镜头中消失。
蜘蛛侠的制作最困难的地方在于戴有面具，这马上就会令其失去大量的特征。没有眼和嘴的情况下，就必须通过大量的肢体语言来表演其情感内容。雷米想要传达的蜘蛛侠本质是“一个正在经历青春期的男孩与一个超级英雄之间的转变。”戴克斯拉特表示自己手下的动画师还从没做到过到如此复杂和微妙的暗示，让蜘蛛侠感觉起来像是一个真正的人。有两位电影公司高管坐下来观看一些计算机成像镜头，他们真的相信这是马圭尔在做特技表演。此外，戴克斯拉特及其手下还必须将镜头中纽约市区域的每一辆车都以数字模型替换合成。雷米不希望镜头给人的感觉太像动画，所以没有任何一个镜头是100%由计算机合成的。

## 发行

《蜘蛛侠》原本的预告海报，由于九一一袭击事件而不得不从电影院召回，因为从蜘蛛侠眼部的倒影中可以看到世界贸易中心

索尼影視娛樂在九一一襲擊事件后召回了起初张贴在电影院的预告海报，因为其上显示的蜘蛛侠面部特写中可以从眼部反射里看到包括世界贸易中心双子塔的纽约天际线。电影的首部预告片中有一帮银行劫匪塔乘一架直升机逃跑，但却从后方被一个位于世贸中心双子塔之间的巨大蜘蛛网捕获。据索尼表示，预告片中并没有包含电影中任何内容，但亦是继《终结者2：审判日》的预告片以来最成功的一部特别制作的预告片。这段预告片和海报都于九一一事件后召回，但可以在YouTube之类的网站上找到。
电影在英国上映前，英国电影分级委员会将本片定为“12”级别。由于蜘蛛侠非常受儿童欢迎，这一级别引起了很大的争议。该委员会坚持自己的决定，声称影片本该定为更严格的“15”级。不过东安格利亚的北诺福克区和布里克兰区的委员会都没有理睬电影分级委员会的决定，将电影定为“PG”级，曼彻斯特的坦姆赛德也定为“PG-12”级。美国给《蜘蛛侠》的分级是“PG-13”，因为其中有“程式化的暴力和动作”。8月末，英国电影分极委员会将评级改为“12A”，索尼因此重新将电影予以发行。

### 专业评价
《蜘蛛侠》上映后获得了影评人较为正面的评价。根据烂蕃茄上收集的245篇评论文章，其中220篇给出了“新鲜”的正面评价，“新鲜度”为90%，平均得分7.6（最高10分）。而在Metacritic上收集的38篇评价文章中，有32篇给出好评，无差评，6篇褒贬不一，综合评分73（满分100）。许多评论家都称赞了电影中的演员，特别是男主角托比·马圭尔的表现。《休斯敦纪事报》的艾里克·哈里森（Eric Harrison）起初对选择马圭尔出演持怀疑态度，看过电影后他表示，“然而只在几秒鐘后，很难再想象让别的任何人来出演这个角色了。”《今日美国》的评论家麦克·克拉克（Mike Clark）相信这一演员的选择可与1978年《超人》选择的克里斯托弗·里夫相媲美。《娱乐周刊》的欧文·格莱伯曼（Owen Gleiberman）对众演员的选择褒贬不一，特别是马圭尔。认为他“一直没能得到机会，将蜘蛛侠男孩和男人，浪漫主义者和复仇者这样的两面性一一表现出来”。《好莱坞报道》的柯克·亨尼卡特认为“从蛛网片头的巧妙设计，到蜘蛛侠多次救了玛丽·简后与她的颠倒之吻，到最后给角色将来的关系和历险留下的悬念，导演的想像力全面爆发”。
不过也有影评人给出了较为负面的评价。《洛杉矶周刊》的马诺拉·达吉斯（Manohla Dargis）写道，“并不是说蜘蛛侠天生就不适合以真人出演，而是他并不是特别有趣或是特别卡通化”。《芝加哥太阳报》的罗杰·埃伯特给予电影两星半的评价（最高四星），觉得影片缺乏一场像样的动作戏，“考虑到蜘蛛侠面对的是要么救玛丽·简，要么救一车厢孩子这样一个残酷的选择，他试图两边都救，所以每个人都被那个看起来会断掉的蜘蛛网吊在半空中。这里应该从视觉上营造出一种巨大重量和紧张局势的感觉，但实际上这个镜头看起来更像是一块故事板上画出的毫无生动感的构思”。部分影评人强烈批评片中绿恶魔的服装，IGN的理查德·乔治（Richard George）在多年后表示：“我们并不认为漫画书中的服装会很来劲，但绿恶魔在《蜘蛛侠》中的盔甲几乎烂得有些好笑……不仅看起来不可怕，而且还不可能有任何表情”。
《娱乐周刊》将“《蜘蛛侠》中的吻”列入十年“最佳”名单，表示“在浪漫和俗气之间有一条清晰的线。2002年蜘蛛侠和玛丽·简在大雨中的吻就在这条线上翩然起舞。想知道原因？虽然她怀疑他就是彼得·帕克，但她并不非要查个水落石出，而这就是性感。”

### 票房表现
《蜘蛛侠》在商业上大获成功，是第一部上映首周突破1亿美元票房的电影。影片于2002年5月3日在美国和加拿大3615家电影院的7500张银幕上映，第一天就收入了3940万6872美元，平均每个电影院10901美元。当时这也创下了上映首日票房的最高纪录，一直到2004年才被其续集《蜘蛛侠2》超过。《蜘蛛侠》也创下了单日电影票房的新纪录，5月4日入账4362万2264美元，这个纪录后来被2004年的动画长片《史瑞克2》超越。《蜘蛛侠》首周一共收入了1亿1484万4116美元，平均每家电影院31769美元，只花了3天时间就超过了1亿美元。影片还曾是北美票房收入最高的非续集电影，这个纪录一直保持了8年才被2010年的《魔境梦游》超越，而3天超1亿的纪录则于2006年被《加勒比海盗2：聚魂棺》超过。影片第二周的票房收入比首周下跌了38%，进账7141万7527美元，仍然保持着冠军位置，并且上映10天就已达到2亿2304万零31美元。第三周票房再降37%，仍然有4503万6912美元，但已被《星际大战二部曲：复制人全面进攻》超过位居第2。第四周进入为期4天的阵亡将士纪念日档期，《蜘蛛侠》仍然保持亚军位置，扩张到3876家电影院上映，这4天的收入是3581万4844美元，与上周比下降21%，但一共25天就已收入3亿3364万1492美元。《蜘蛛侠》是2002年美国和加拿大的电影票房冠军，击败了《指环王：双塔奇兵》和《星际大战二部曲：复制人全面进攻》。而在全球票房上，影片以8亿2170万8551美元不敌《指环王：双塔奇兵》和《哈利波特：消失的密室》名列第三位。截止2019年8月，《蜘蛛侠》仍然可以在世界电影票房历史总榜上名列第80位。
在国际市场上票房超过1000万美元的国家包括澳大利亚（1690万美元）、巴西（1740万美元）、法国、阿尔及利亚、摩纳哥、摩洛哥和突尼西亚（3290万美元），德国（3070万美元）、意大利（2080万美元）、日本（5620万美元）、墨西哥（3120万美元）、韩国（1698万美元）、西班牙（2370万美元）和英国、爱尔兰与马尔他（4580万美元）。
《蜘蛛侠》上映后票房超越之前的任何一部超级英雄电影。这个成绩于2007年被其第二部续集《蜘蛛人3》超过。目前票房最高的超級英雄電影為《復仇者聯盟：終局之戰》（2019年）。截止2019年7月，《蜘蛛侠》的票房成绩仍然可以在所有超级英雄电影中名列第13位。
电影在美国福克斯广播公司、特纳电视网等多个美国电视台播放的版权以6000万美元的价值成交。相关玩具产品销售额达1.09亿美元。截止2004年7月，其在美国的DVD销售额为3.388亿美元，VHS录像带销售额为8920万美元。

### 奖项
《蜘蛛侠》获得了包括青少年选择奖、人民选择奖、尼克频道儿童选择奖、英国电影学院奖、MTV电影大奖、雨果奖及土星奖在内的多个奖项和提名，并获得第75届奥斯卡金像奖最佳视觉效果和最佳音效奖提名，但分别败给了《指环王：双塔奇兵》和《芝加哥》。丹尼·叶夫曼获得了土星奖最佳音乐奖，克斯汀·邓斯特获得了帝国奖最佳女演员奖和MTV电影大奖最佳女演员奖，她和托比·马圭尔还分享了MTV电影大奖的最佳亲吻奖，《蜘蛛侠》则拿下了人民选择奖最爱电影奖。

## 電子遊戲
該片的同名電子遊戲於2002年4月16日在美國首發，包含Game Boy Advance、任天堂GameCube、Microsoft Windows、PlayStation 2和Xbox版本。